# ألان لوكاس
ألان لوكاس (بالإنجليزية: Alan Lucas)‏ هو كاتب أسترالي، ولد في 1936.